# Geezer Butler

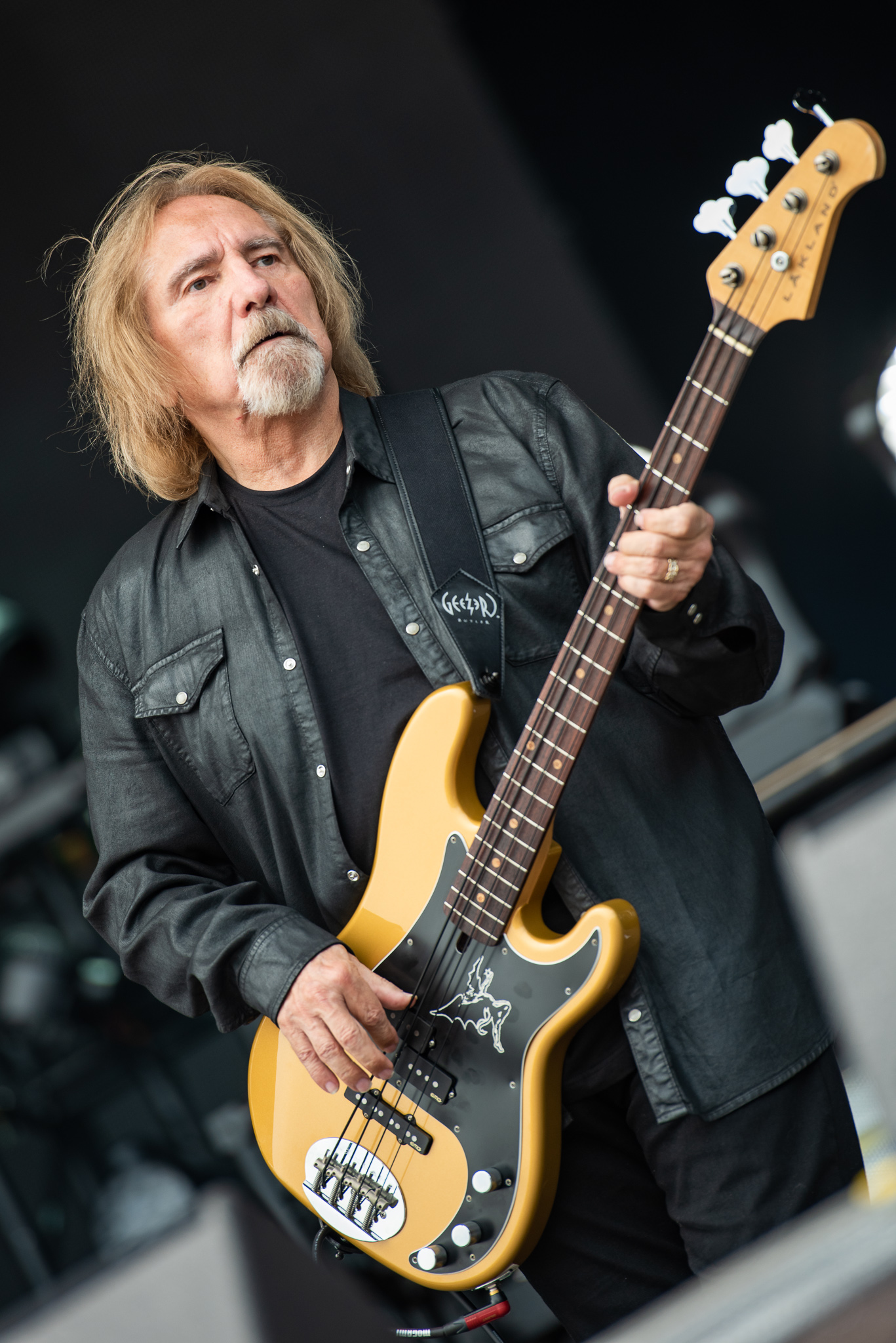
Geezer Butler (2019)

Terence Michael Joseph „Geezer“ Butler (* 17. Juli 1949 in Aston, England) ist ein britischer Rockmusiker. Er ist Gründungsmitglied und war Bassist der britischen Heavy-Metal-Band Black Sabbath. Sein Spitzname „Geezer“ geht noch auf seine Jugendzeit zurück.

## Biographie
Im Herbst 1967 gründete Butler zusammen mit seinem Schulfreund John „Ozzy“ Osbourne seine erste Band Rare Breed. Nach einer kürzeren Trennung reformierten sich die beiden Musiker Anfang 1969 mit dem Gitarristen Tony Iommi und dem Schlagzeuger Bill Ward in der Polka Tulk Blues Band, die später in Earth, wegen einer gleichnamigen englischen Gruppe dann aber nochmals in Black Sabbath umbenannt wurde. Der Name wurde von Butler vorgeschlagen und stammt von einem gleichnamigen Horrorfilm von Mario Bava mit Boris Karloff. Obwohl Ozzy Osbourne der Sänger der Band war, hat Geezer Butler die meisten Songtexte geschrieben.
In den Anfangstagen von Black Sabbath spielte Butler zunächst Rhythmus-Gitarre, doch Tony Iommi gab ihm bald zu verstehen, dass er nicht mit einem zweiten Gitarristen zusammen spielen wollte, weshalb Geezer zum Bass wechselte. Butler soll einer der ersten Bassisten gewesen sein, die ein Wah-Wah-Pedal benutzten, so zum Beispiel am Anfang von N.I.B. auf dem Debütalbum der Gruppe. Dieses Bass-Intro inspirierte viele spätere Bassisten, so zum Beispiel auch den ersten Metallica-Bassisten Cliff Burton, der Geezer Butler als Vorbild bezeichnete. Außerdem war Butler einer der Ersten, die ihren E-Bass absichtlich herabstimmten. Er tat es Tony Iommi gleich, da dieser aufgrund eines Unfalls eine niedrige Saiten-Spannung benötigte. Geezer stimmte sein Instrument so um drei Halbtonschritte nach unten. Das Herunterstimmen ist heute bei vielen Heavy-Metal-Bands üblich.
1984 verließ Butler die Gruppe, um die Geezer Butler Band zu gründen. Nachdem er 1988 Ozzy Osbourne bei einer Tour begleitet hatte und 1991 kurz wieder bei Black Sabbath eingestiegen war, jedoch schnell wieder seine eigenen Wege gehen wollte, brachte er unter dem Bandnamen GZR einige Soloalben heraus, um schließlich zur Reunion-Tour wieder bei den Briten um Ozzy Osbourne und Tony Iommi einzusteigen. 2006 gründete er mit Iommi und dem zeitweiligen Black-Sabbath-Sänger Ronnie James Dio die Band Heaven & Hell, die bis zu Dios Tod 2010 bestand.

## Trivia
Butler ist seit seiner Kindheit Veganer.

## Diskographie
Solo-Alben
- 2005 – Ohmwork
- 1997 – Black Science
- 1995 – Plastic Planet

Heaven & Hell
- 2009 – The Devil You Know

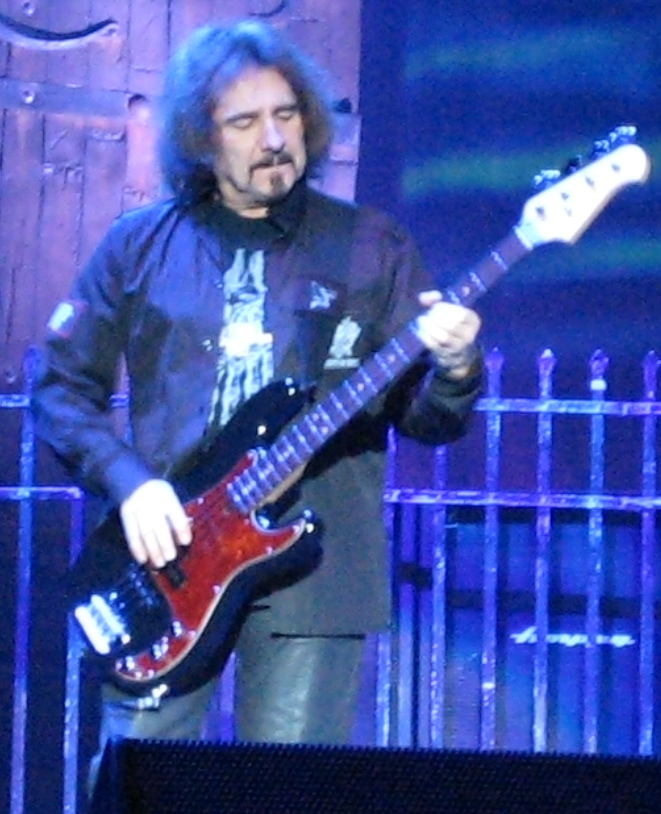
Butler als Bassist von Heaven & Hell (2007)

- 2007 – Live at Radio City Music Hall

Black Sabbath
- 2013 – 13
- 1998 – Reunion
- 1994 – Cross Purposes
- 1992 – Dehumanizer
- 1983 – Born Again
- 1982 – Live Evil
- 1981 – Mob Rules
- 1980 – Heaven and Hell
- 1978 – Never Say Die!
- 1976 – Technical Ecstasy
- 1975 – Sabotage
- 1973 – Sabbath Bloody Sabbath
- 1972 – Vol. 4
- 1971 – Master of Reality
- 1970 – Paranoid
- 1970 – Black Sabbath

Ozzy Osbourne
- 1995 – Ozzmosis
- 1990 – Just Say Ozzy

Gastauftritte
- 2013 – Device